# ویلیان (بازیکن فوتبال، زاده ۱۹۸۸)
ویلیان بورجس دا سیلوا (به پرتغالی: Willian Borges da Silva) (زاده ۹ اوت ۱۹۸۸) بازیکن فوتبال اهل برزیل که در پست وینگر چپ و هافبک هجومی برای باشگاه المپیاکوس در سوپر لیگ یونان بازی می‌کند.
ویلیان فوتبال را از شش سالگی در زادگاهش ریبیراون پیرس شروع کرد.
وی فوتبال حرفه‌ای را از تیم کورینتیانس شروع کرده و در سال ۲۰۰۷ به تیم شاختار دونتسک پیوست. در ژانویه ۲۰۱۳ به تیم آنژی ماخاچکالا پیوست. او در اوت ۲۰۱۳ به باشگاه فوتبال چلسی پیوست. و طی ۷ سال بازی در چلسی در ۲۳۴ بازی ۳۹ گل به ثمر رساند.